# 兵庫県道・京都府道706号町分久美浜線
兵庫県道・京都府道706号町分久美浜線（ひょうごけんどう・きょうとふどう706ごう まちぶんくみはません）は、兵庫県豊岡市から京都府京丹後市に至る一般県府道である。

## 概要
兵庫県豊岡市出石町町分から京都府京丹後市久美浜町友重に至る。

### 路線データ
- 起点：兵庫県豊岡市出石町町分（城下町出石交差点、京都府道・兵庫県道2号宮津養父線交点）
- 終点：京都府京丹後市久美浜町友重（友重交差点、国道312号交点）

## 路線状況

### 重複区間
- 京都府道・兵庫県道703号永留豊岡線（京都府京丹後市久美浜町須田・市場口交差点 - 京丹後市久美浜町須田）

### 道路施設

#### 橋梁
- 兵庫県
  - 宮内橋（入佐川、豊岡市）
  - 袴挟橋（袴挟川、豊岡市）

## 地理

### 通過する自治体
- 兵庫県
  - 豊岡市
- 京都府
  - 京丹後市

### 交差する道路
| 交差する道路                                   | 都道府県名 | 市町村名 | 交差する場所   | 交差する場所            |
| ---------------------------------------------- | ---------- | -------- | -------------- | ----------------------- |
| 京都府道・兵庫県道2号宮津養父線                | 兵庫県     | 豊岡市   | 出石町町分     | 城下町出石交差点 / 起点 |
| 兵庫県道536号口小野庄境線                      | 兵庫県     | 豊岡市   | 出石町口小野   |                         |
| 兵庫県道247号口小野矢根線                      | 兵庫県     | 豊岡市   | 出石町口小野   |                         |
| 通行不能区間                                   |            |          |                |                         |
| 京都府道671号尉ヶ畑布袋野線                    | 京都府     | 京丹後市 | 久美浜町布袋野 | 布袋野交差点            |
| 京都府道・兵庫県道703号永留豊岡線 重複区間起点 | 京都府     | 京丹後市 | 久美浜町須田   | 市場口交差点            |
| 京都府道・兵庫県道703号永留豊岡線              | 京都府     | 京丹後市 | 久美浜町須田   |                         |
| 国道312号                                      | 京都府     | 京丹後市 | 久美浜町友重   | 友重交差点 / 終点       |

### 沿線
- 豊岡市立出石中学校
- 兵庫県立出石特別支援学校
- 豊岡市立小野小学校